# United (Album)
United (englisch für „Vereint“) ist ein gemeinsames Studioalbum von neun der zehn Finalisten der ersten Staffel der Castingshow Deutschland sucht den Superstar aus dem Jahr 2003. Das Album wurde wie die Single unter der Interpretenbezeichnung Deutschland sucht den Superstar veröffentlicht. Man verzichtete auf eine Ergänzung zu diesem Namen, um der Show durch darauffolgende Staffeln eine eigene Diskografie zu schenken.

## Hintergrund
Aufgrund des großen Erfolgs der ersten Staffel und des Nummer-eins-Hits We Have a Dream schrieb und produzierte das Jury-Mitglied Dieter Bohlen elf weitere Songs für ein Album. Nicht darauf vertreten, außer bei We Have a Dream, sind Judith Lefeber auf eigenen Wunsch und Daniel Lopes, dem RTL wegen seiner bereits gestarteten Solokarriere die Teilnahme am Album untersagte. An Lefebers Stelle singt die nachgerückte Kandidatin Nicole Süßmilch.
Das 2003 in Bohlens Studio in Tötensen aufgenommene Album konnte einen großen kommerziellen Erfolg für sich verbuchen und stand sechs Wochen auf Platz eins der deutschen Albumcharts. Außerdem ist es das erfolgreichste Album des Jahres 2003 – selbiges gilt bei den Singles für We Have a Dream.

## Titelliste
| #   | Titel                                      | Autor         | Sänger                                     | Länge |
| --- | ------------------------------------------ | ------------- | ------------------------------------------ | ----- |
| 1.  | We Have a Dream                            | Dieter Bohlen | Alle außer Nicole Süßmilch                 | 4:01  |
| 2.  | Tonight                                    | Dieter Bohlen | Alle außer Daniel Lopes und Judith Lefeber | 4:06  |
| 3.  | Cry on My Shoulder                         | Dieter Bohlen | Alle außer Daniel Lopes und Judith Lefeber | 3:58  |
| 4.  | A Young Generation                         | Dieter Bohlen | Alle außer Daniel Lopes und Judith Lefeber | 3:28  |
| 5.  | Here We Stand Again (Stay with Me Tonight) | Dieter Bohlen | Alle außer Daniel Lopes und Judith Lefeber | 3:43  |
| 6.  | Superman                                   | Dieter Bohlen | Daniel Küblböck                            | 3:12  |
| 7.  | How Can We Mend Your Lonely Heart          | Dieter Bohlen | Alle außer Daniel Lopes und Judith Lefeber | 3:55  |
| 8.  | Today, Tonight, Tomorrow                   | Dieter Bohlen | Alexander Klaws, Nektarios Bamiatzis       | 3:10  |
| 9.  | We Are No Heroes                           | Dieter Bohlen | Alle außer Daniel Lopes und Judith Lefeber | 4:02  |
| 10. | Freedom                                    | Dieter Bohlen | Alle außer Daniel Lopes und Judith Lefeber | 3:47  |
| 11. | God Gave Love to You                       | Dieter Bohlen | Gracia Baur, Stephanie Brauckmeyer         | 4:29  |
| 12. | It’s All Over                              | Dieter Bohlen | Gracia Baur, Juliette Schoppmann           | 3:55  |

## We Have a Dream
We Have a Dream war der Abschluss-Song der ersten Staffel. Der Titel war sechs Wochen lang auf dem ersten Platz der deutschen Singlecharts und erschien bereits am 23. Dezember 2002. Jeder Finalist singt dort kleine Soloteile während der zwei Strophen. Der Refrain wird vom Chor aller Finalisten gesungen. Nicht beteiligt ist Nicole Süßmilch, die erst nach dem Ausstieg von Judith Lefeber an den Mottoshows teilnahm.

## Ähnlichkeiten mit anderen Titeln
Einige der auf dem Album vertretenen Titel sind Coverversionen oder weisen zumindest teilweise deutliche Ähnlichkeiten mit anderen Liedern auf, insbesondere mit früheren Produktionen von Dieter Bohlen.
Das Titellied We Have a Dream weist Ähnlichkeiten zu dem von Dieter Bohlen komponierten Schlager Zusammen geh’n von Tony Wegas auf, der damit für Österreich am Eurovision Song Contest 1992 teilgenommen hatte. Eine ähnliche Refrainmelodie taucht außerdem in dem Song Auf Wiedersehen! von Al Martino auf, der es auf seinem von Dieter Bohlen produzierten Album The Voice to Your Heart (1993) veröffentlichte.
Der Titel God Gave Love to You ist eine Coverversion des von Bonnie Tyler gesungenen gleichnamigen Titels aus ihrem Album Angel Heart (1992), für dessen Produktion Dieter Bohlen ebenfalls verantwortlich zeichnete. Zwei ähnlich klingende Titel gleichen Namens wurden vorher auf Alben seiner Band Blue System veröffentlicht: It’s All Over interpretiert von Dionne Warwick und Dieter Bohlen auf dem Album Déjà vu (1991) sowie Freedom auf dem Album Body to Body (1996). Letztgenannter Titel weist zudem im Refrain Ähnlichkeiten mit dem Song Children des Benefiz-Musikprojektes Hand in Hand for Children (u. a. mit den Backstreet Boys, Boyzone, Captain Jack, Culture Beat, DJ BoBo, Fun Factory, Masterboy, Mr. President und Rednex) aus dem Jahr 1996 auf. Der Song How Can We Mend Your Lonely Heart ähnelt dem Backstreet-Boys-Titel How Did I Fall in Love with You aus dem Album Black & Blue (2000) und Today, Tonight, Tomorrow dem Modern-Talking-Titel No Face No Name No Number aus dem Album Year of the Dragon (2000).
Im Februar 2003 wies Stefan Raab in drei Sendungen seiner Show TV total ebenfalls auf die Ähnlichkeiten der auf United befindlichen Titel mit den anderen erwähnten, von Bohlen geschriebenen und produzierten Songs hin, indem er dem Publikum jeweils zwei ähnliche Titel nacheinander, bzw. parallel vorspielte. Raab versah das Album daraufhin mit zwei "Gütesiegeln" (Grüner Punkt, Blauer Engel) und zeichnete Bohlen imaginär mit der "Renate-Künast-Medaille für vorbildliches Song-Recycling" aus.

## Kommerzieller Erfolg

### Chartplatzierungen
| ChartsChartplatzierungen | Höchstplatzierung | Wochen |
| ------------------------ | ----------------- | ------ |
| Deutschland (GfK)        | 1 (19 Wo.)        | 19     |
| Österreich (Ö3)          | 1 (15 Wo.)        | 15     |
| Schweiz (IFPI)           | 2 (16 Wo.)        | 16     |

| ChartsJahrescharts (2003) | Platzierung |
| ------------------------- | ----------- |
| Deutschland (GfK)         | 1           |
| Österreich (Ö3)           | 28          |
| Schweiz (IFPI)            | 69          |

### Auszeichnungen für Musikverkäufe
2003 wurde das Album in Deutschland mit 11× Gold für über 1,1 Millionen verkaufte Einheiten ausgezeichnet, somit ist United eines der meistverkauften Musikalben in Deutschland seit 1975.
| Land/Region        | Auszeichnungen für Musikverkäufe (Land/Region, Auszeichnung, Verkäufe) | Verkäufe  |
| ------------------ | ---------------------------------------------------------------------- | --------- |
| Deutschland (BVMI) | 11× Gold                                                               | 1.100.000 |
| Österreich (IFPI)  | Platin                                                                 | 30.000    |
| Schweiz (IFPI)     | Platin                                                                 | 40.000    |
| Insgesamt          | 1× Gold · 7× Platin ·                                                  | 1.170.000 |